# Super Brigantony Man
Super Brigantony Man è il 19º album discografico di Brigantony, pubblicato nel 1992.

## Tracce
1. Ma sucatu – 4:37
2. U spassu – 3:00
3. U mercatino – 6:41
4. Tutti a Sant'Alfio – 4:05
5. Tutti persi – 5:01
6. I sicci – 4:50
7. Sicilia haussu – 3:56
8. Tarantella che conna – 3:40